# Донська сільська рада (Біляєвський район)
Донська́ сільська рада (рос. Донской сельский совет) — сільське поселення у складі Біляєвського району Оренбурзької області Росії.
Адміністративний центр — село Донське.

## Населення
Населення — 663 особи (2019; 747 в 2010, 862 у 2002).

## Склад
До складу сільської ради входять:
| Населений пункт     | Населення, осіб (2002) | Населення, осіб (2010) |
| ------------------- | ---------------------- | ---------------------- |
| Верхньоозерне, село | 316                    | 245                    |
| Донське, село       | 546                    | 502                    |